# Araneus annuliger
Araneus annuliger là một loài nhện trong họ Araneidae.
Loài này thuộc chi Araneus. Araneus annuliger được Tord Tamerlan Teodor Thorell miêu tả năm 1898.